# Ном (зона переписи населения)

Зона переписи населения Ном на карте

Ном (англ. Nome Census Area) — зона переписи населения, единица территориального деления американского штата Аляска. Население по данным переписи 2010 года составляет 9492 человека. Зона является частью неорганизованного боро и поэтому не имеет административного центра.

## География
Территория зоны переписи составляет 73 240 км², из них 59 470 км² составляет суша и 13 770 км² (18,8 %) — открытые водные пространства. В состав зоны входят остров Святого Лаврентия и остров Крузенштерна.
Зона граничит на севере — с боро Нортуэст-Арктик, на востоке — с зоной Юкон-Коюкук, на юге — с зоной Уэйд-Хэмптон. На западе омывается водами Берингова моря, Берингова пролива и залива Нортон.

## Население
По данным переписи 2000 года, население зоны составляет 9196 человек. Плотность населения равняется 0,15 чел/км². Расовый состав зоны включает 19,32 % белых; 0,38 % чёрных или афроамериканцев; 75,20 % коренных американцев; 0,67 % азиатов; 0,02 % выходцев с тихоокеанских островов; 0,20 % представителей других рас и 4,21 % представителей двух и более рас. 1,00 % из всех рас — латиноамериканцы. 16,32 % населения зоны говорят дома на юпикских языках; 8,75 % — на инуитских языках и ещё 2,02 % населения — на «эскимосском» (этот термин включает как юпикские, так и инуитские языки).
Из 2693 домохозяйств 45,8 % имеют детей в возрасте до 18 лет, 42,4 % являются супружескими парами, проживающими вместе, 15,3 % являются женщинами, проживающими без мужей, а 29,5 % не имеют семьи. 23,2 % всех домохозяйств состоят из отдельно проживающих лиц, в 3,3 % домохозяйств проживают одинокие люди в возрасте 65 лет и старше. Средний размер домохозяйства составил 3,33, а средний размер семьи — 4,01.
В зоне проживает 37,1 % населения в возрасте до 18 лет; 9,3 % от 18 до 24 лет; 29,0 % от 25 до 44 лет; 18,6 % от 45 до 64 лет и 5,9 % в возрасте 65 лет и старше. Средний возраст населения — 28 лет. На каждые 100 женщин приходится 117,6 мужчин. На каждые 100 женщин в возрасте 18 лет и старше приходится 122,7 мужчин.
Динамика численности населения по годам:
| 1960 | 1970 | 1980 | 1990 | 2000 | 2010 |
| ---- | ---- | ---- | ---- | ---- | ---- |
| 6091 | 5749 | 6537 | 8288 | 9196 | 9492 |

### Города
- Бревиг-Мишн
- Дайомид
- Элим
- Гамбелл
- Головин
- Коюк
- Ном
- Сент-Майкл
- Савунга
- Шактулик
- Шишмарёв
- Стеббинс
- Теллер
- Уналаклит
- Уэйлс
- Уайт-Маунтин

### Статистически обособленные местности
- Порт-Кларенс[англ.]